# Lithobius simplex
Lithobius simplex är en mångfotingart som beskrevs av Folkmanová 1946. Lithobius simplex ingår i släktet Lithobius och familjen stenkrypare. Inga underarter finns listade i Catalogue of Life.